# Chenard & Walcker

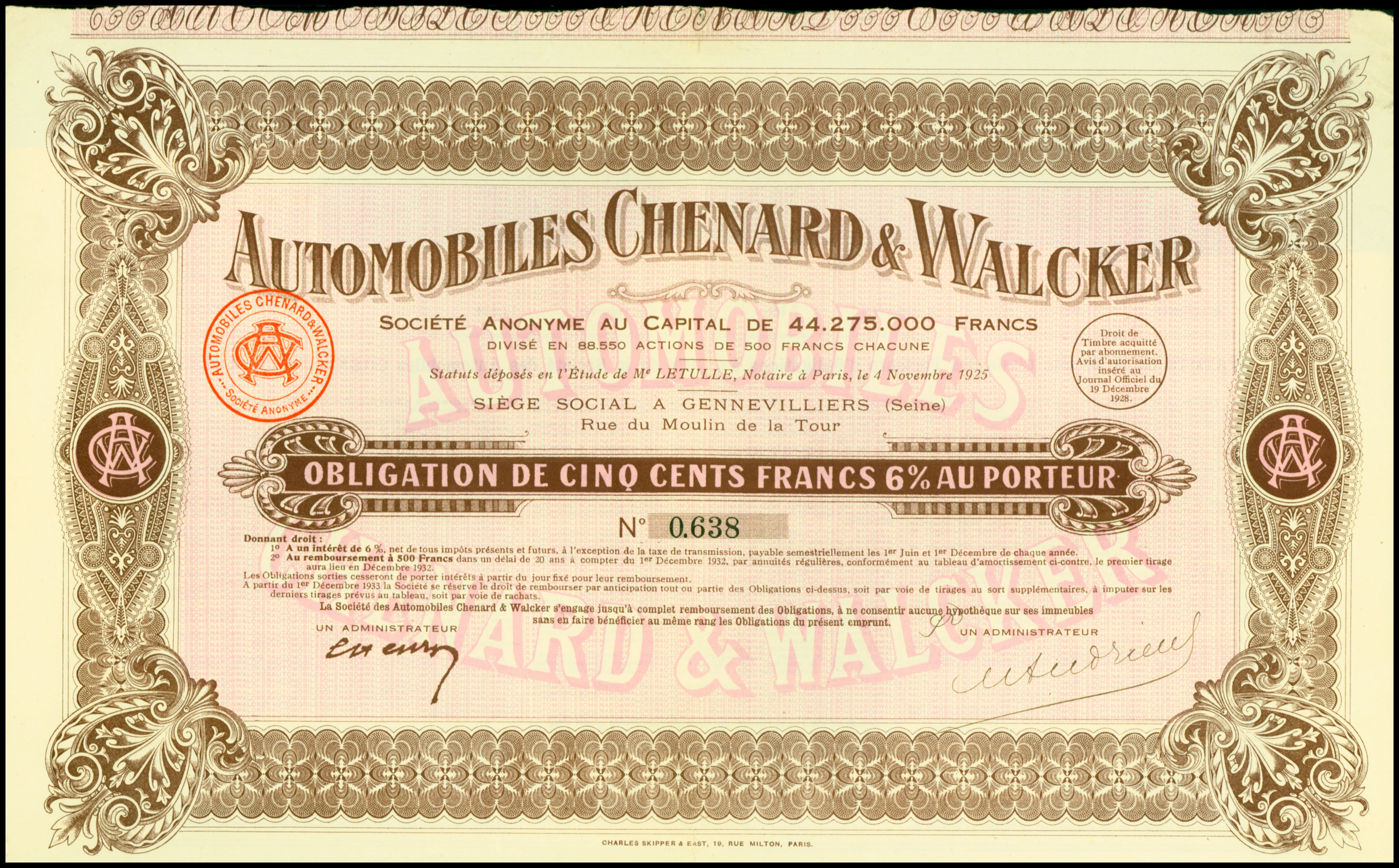
Obligation über 500 Francs der Automobiles Chenard & Walcker vom 19. Dezember 1928

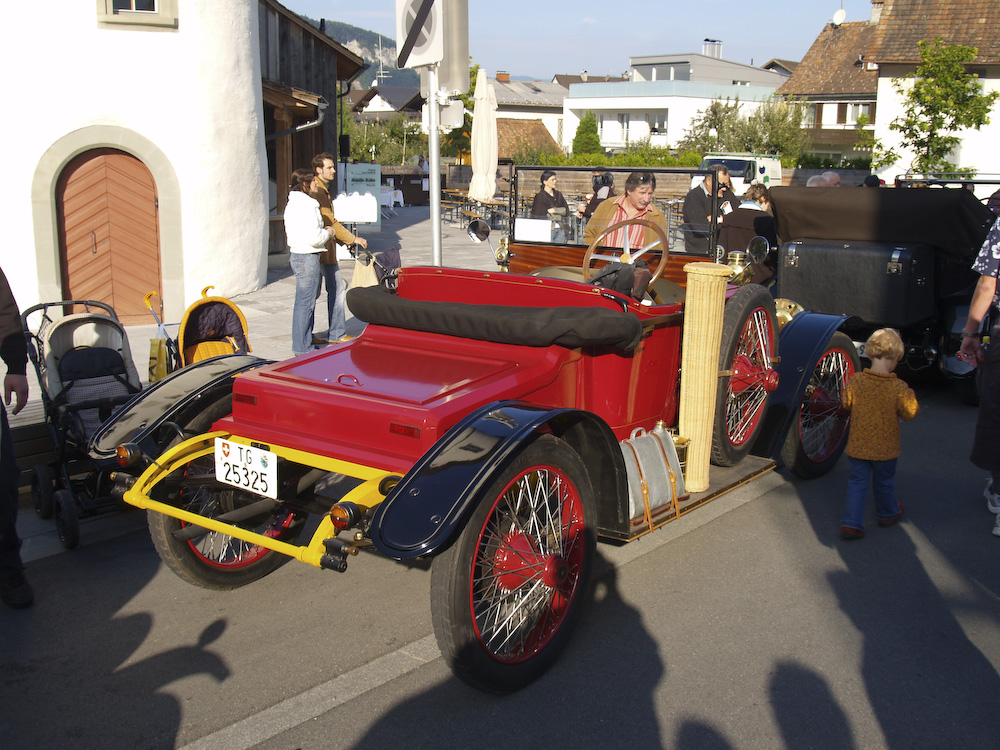
Chenard & Walcker, Bj. 1913, 4-Zylinder-Motor, 3014 cm³, 15 PS

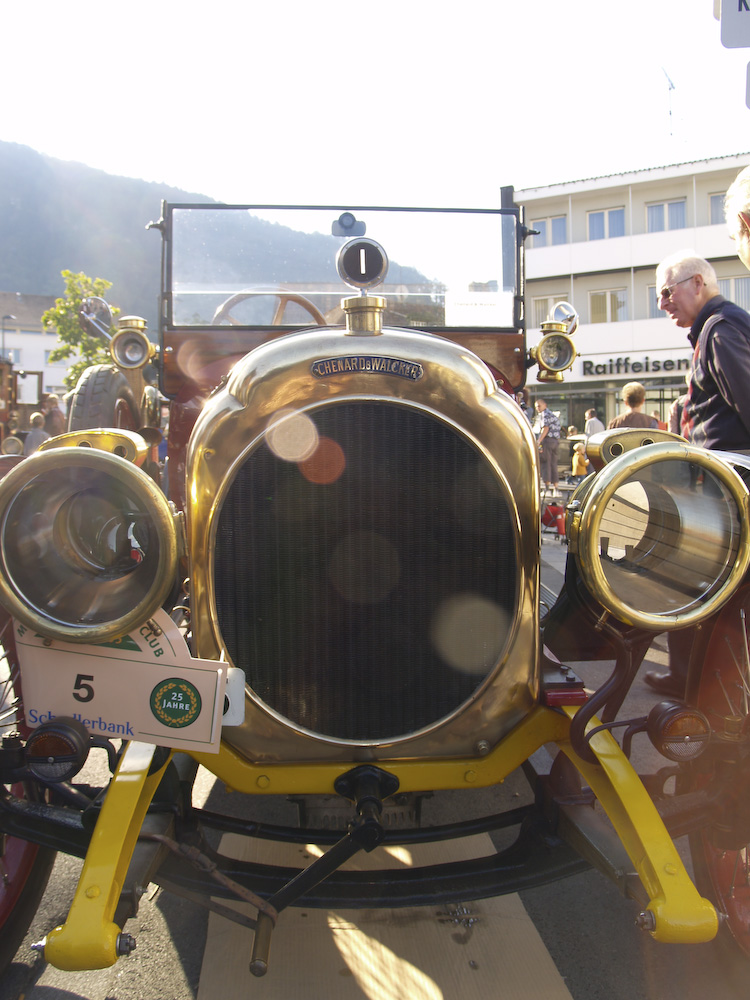
Chenard & Walcker, Bj. 1913, 4-Zylinder-Motor, 3014 cm³, 15 PS

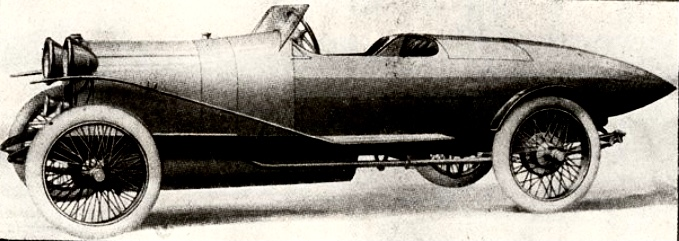
Chenard & Walcker Torpedo-Sport um 1919

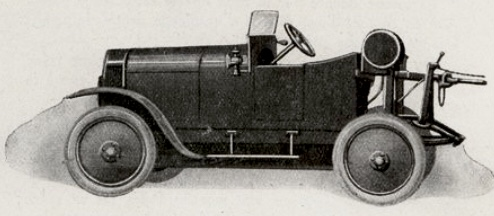
Chenard & Walcker Mini-Zugfahrzeug um 1919

Chenard & Walcker, gelegentlich auch Chenard et Walcker oder Chenard-Walcker geschrieben, war zwischen 1900 und 1946 ein französischer Automobilhersteller.

## Unternehmensgeschichte
Schon vor der Unternehmensgründung von Chenard & Walcker entwickelte Ernest Chenard leichte vierrädrige Fahrzeuge. Ernest Chenard und Henri Walcker gründeten 1900 das Unternehmen in Asnières. Im März 1906 erfolgte die Umbenennung in Societé Anonyme des Anciens Établissements Chenard et Walcker und der Bau einer zusätzlichen Fabrik in Gennevilliers. Nach ernsten finanziellen Schwierigkeiten wurde das Unternehmen 1936 von der Société des Usines Chausson übernommen. 1946 endete die Pkw-Produktion. Lieferwagen entstanden noch bis 1950. Dann übernahm Peugeot das Unternehmen.

## Fahrzeuge
Bereits 1898 stellte Ernest Chenard – schon vor der Unternehmensgründung und noch ohne Beteiligung Henri Walckers – erste zweisitzige Fahrzeuge vor. Dies waren eine Kombination aus zweirädrigem Tricycle-Hinterteil mit zweirädriger Anbau-Vorderachse (französ.: avant-train) und ein Quadricycle.
Das erste Modell von Chenard & Walcker wurde 1901 auf dem Pariser Automobilsalon präsentiert, mit mechanisch betätigten Einlassventilen statt Schnüffelventilen und einer De-Dion-Hinterachse mit zwei Gelenkwellen zum Antrieb der Hinterräder. Die ersten Modelle waren Dreiräder und zwei- bzw. vierzylindrige Autos.
Der 9 CV aus dem Jahr 1908 hatte einen Radstand von 2350 mm als Zweisitzer oder einen Radstand von 2550 mm als Viersitzer. Die Spurweite betrug jeweils 1200 mm. Die Bereifung hatte eine Größe von 700 × 85.
1909 bestand die Modellpalette aus fünf verschiedenen Fahrzeugtypen mit Ein-, Zwei- und Vierzylinder-Motoren mit Leistungen zwischen 8/9 PS aus 945 cm³ bis zu 30/40 PS aus 5881 cm³ Hubraum. Der 12 CV hatte einen Hubraum von 2120 cm³ aus einem Vierzylinder-Motor mit einer Bohrung von 75 mm und einem Hub von 120 mm. Der Viersitzer erreichte eine Höchstgeschwindigkeit von 70 km/h. Der Radstand betrug 2560 mm und die Spurweite 1200 mm. Das Gewicht des Chassis lag bei 650 kg.
Der 10 CV von 1912 hatte 1592 cm³ Hubraum mit 65 mm Bohrung und 120 mm Hub.
Der 15 HP von 1912 hatte 3016 cm³ Hubraum mit 80 mm Bohrung und 150 mm Hub.
Der 10 HP von 1919 hatte 2001 cm³ Hubraum mit 70 mm Bohrung und 130 mm Hub.
In den 1920er Jahren betonte die Firma die sportliche Linie ihrer Modelle. Das 1921 eingeführte Modell mit 2-Liter-Vierzylinder-Reihenmotor hatte eine oben liegende Nockenwelle und schräghängende Ventile, die über Kipphebel bewegt wurden. Der Zylinderblock bestand aus Grauguss und war mit dem Leichtmetallkurbelgehäuse verschraubt. Er galt als solide und drehfreudig. Beim ersten 24-Stunden-Rennen von Le Mans 1923 wurde ein 3-Liter-Sportmodell dieser Marke aus dem Jahr 1922 mit den Fahrern André Lagache und René Léonard Sieger. Sie stellten mit einer Durchschnittsgeschwindigkeit von 92,064 km/h einen Weltrekord für 24 Stunden auf. Auch das zweite Team mit Bachmann/Dauvergne fuhr einen Chenard & Walcker. Anders als die Wettbewerbsfahrzeuge hatten die Tourenwagen eine ungewöhnliche Bremsanlage: Das Bremspedal wirkte auf eine großdimensionierte Getriebebremse. Die Drehmomentreaktion wurde nach dem Hallot-Prinzip dazu genutzt, auf die Vorderradbremsen zu wirken.
Bereits im Jahr des Le-Mans-Siegs 1923 nutzte das Unternehmen die Werbewirkung des Erfolgs und präsentierte auf dem Salon einen 4-Liter-Achtzylinder-Sportwagen des Typs X, dessen obenliegende Nockenwelle durch eine Königswelle angetrieben wurde. Mit diesem Modell konnte André Lagache den stärksten Konkurrenten, den 3½-Liter-Lorraine-Dietrichs und den 3-Liter-Bentleys erfolgreich Paroli bieten und stellte mit 111,17 km/h eine neue Rundenbestzeit auf. 1924 brachte Chenard & Walcker das Modell T3 mit einem Vierzylinder-Motor von 1974 cm³ heraus, der bereits 38 PS leistete. Beim 24-Stunden-Rennen in Spa siegte die Marke mit einem 4-Liter-Achtzylinder-Modell erneut. Durch weitere Siege wurde der Ruf der Zuverlässigkeit und Solidität der Marke gefestigt.
Mitte der 1920er Jahre kam Chenard & Walcker mit einem kleineren 1,1-Liter-Vierzylinder-OHC-Motor auf den Markt. Die Einlassventile waren gegenüber sehr kleinen Auslassventilen ungewöhnlich groß dimensioniert. Im unteren Teil der Zylinderwandung waren Auspuffschlitze angebracht, die durch Drehventile gesteuert wurden. Überraschenderweise erwies sich diese ungewöhnliche Konstruktion als äußerst zuverlässig. Demgegenüber war eine nur zweifach gelagerte Kurbelwelle eine extrem sparsame Konstruktion. Das Fahrzeug soll eine Spitzengeschwindigkeit von 150 km/h erreicht haben, die durch den Einbau eines Roots-Kompressors sogar noch auf 170 km/h gesteigert werden konnte. Mit Klassensiegen in Le Mans, Spa-Francorchamps, San Sebastian und Boulogne erlangte dieser Wagen den Ruf des „unbesiegbaren Chenard & Walcker“.
Ab 1928 nahm Chenard & Walcker werksseitig nicht mehr an Wettbewerben teil. Die technische Entwicklung fiel bald auf den Stand der Serienmodelle großer Konkurrenten zurück. In dieser Zeit wurde ein 16-CV-Sechszylinder-Modell mit 2,9 Liter Hubraum mit vier Kurbelwellenlagern lanciert. Dem stand ein 14-CV-Sechszylinder-Modell mit einem Motor von Delahaye mit hängenden Ventilen zur Seite. 1927 gründeten die Automobilhersteller Delahaye, Unic und Donnet-Zedel zusammen mit Chenard & Walcker ein Konsortium, das durch Verwendung gemeinsamer Aggregate und Bauteile seine Entwicklungs- und Forschungsmöglichkeit verbessern und die Effizienz auf Initiative von Charles Weiffenbach erhöhen wollte. Doch diese Initiative führte zu Modellen, die weder technische, noch durch aufregendes Styling überzeugen konnten und auf dem Markt wenig Absatz fanden. 1932 löste sich die Marke wieder von dieser Kooperation, doch während der Weltwirtschaftskrise überlebte sie trotz hoher Einfuhrzölle nur mühsam. Vierzylindrige Limousinen mit der Bezeichnung Aigle und Aiglon behaupteten sich gegen die Konkurrenz der Citroën, Renault und Peugeot nur schwer. 1934 wurde das neue Modell Aigle 8 mit einem 3,6-Liter-V8-Motor präsentiert, der 84 PS lieferte. 1937 kam das Ende für Chenard & Walcker als eigenständige Marke. Spätere Modelle wurden durch Citroën- oder Ford-V8-Motoren angetrieben und Zulieferteile aus Großserien anderer Konkurrenten eingebaut. Auch das Vutotal-Cabriolet mit einer pfostenlosen Windschutzscheibe änderte nichts mehr am traurigen Ende der einst stolzen Marke. Eine falsche Modellpolitik trieb das Unternehmen in den Ruin.

In der Nachkriegszeit wurden wenige kleinere Lastwagen gebaut, bevor sich das Unternehmen auf die Produktion von Getrieben und Bauteilen beschränkte.

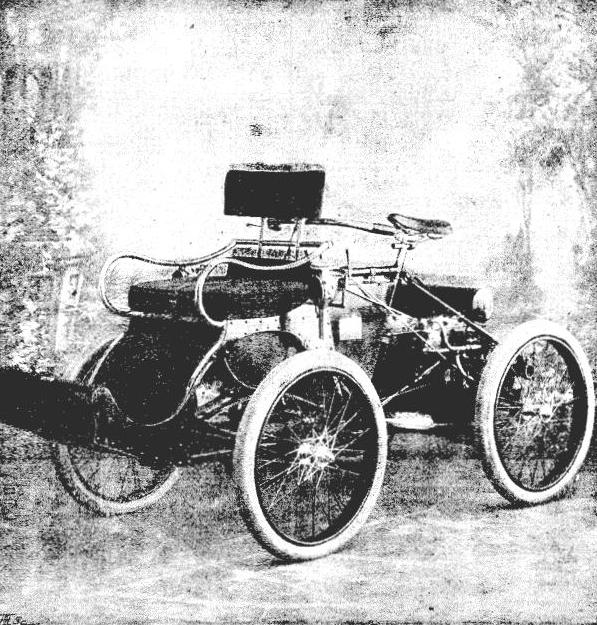
Chenard Tricycle & montierte Vorderachse (1898)
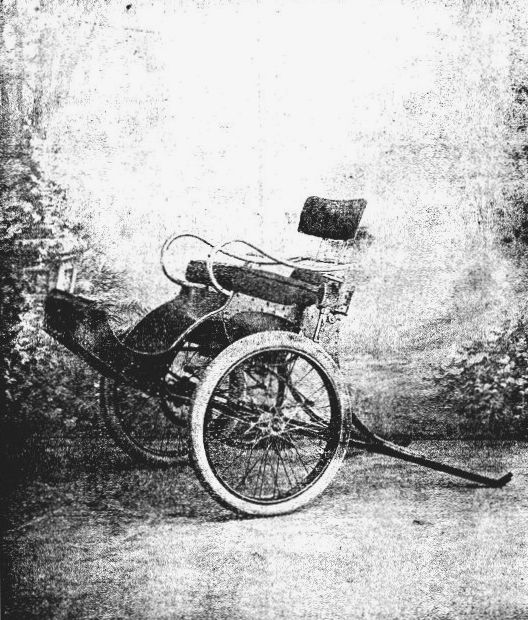
Chenard montierbare Vorderachse (1898)
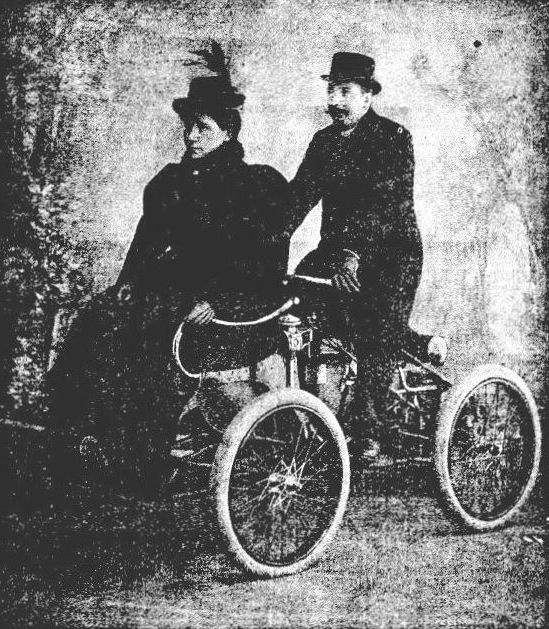
Chenard Quadricycle (1898)

## Produktionszahlen
Die folgende Tabelle nennt einige Produktionszahlen:
| Jahr | Fahrzeuge   | Bemerkung                                                                |
| ---- | ----------- | ------------------------------------------------------------------------ |
| 1905 | 400         |                                                                          |
| 1910 | 1.200       |                                                                          |
| 1913 | 1.500       | Neuntgrößter Automobilhersteller Frankreichs                             |
| 1925 | etwa 24.000 | 100 Fahrzeuge am Tag, damit viertgrößter Automobilhersteller Frankreichs |